# Filtro rejeita-faixa

Exemplo de um filtro rejeita banda.

Em processamento de sinais, um filtro rejeita-faixa ou filtro de rejeição de banda é um filtro que permite a passagem da maioria das frequências inalteradas, porém atenua aquelas que estejam em uma faixa determinada pelo filtro. O princípio de funcionamento é o oposto do filtro passa-faixa.